# Red Universitaria G9
La Red de Universidades Públicas no Estatales G9 es una corporación de derecho privado sin fines de lucro, creada el 7 de marzo de 2013, y que agrupa a las universidades tradicionales, no estatales, del Consejo de Rectores de las Universidades Chilenas, es decir, a las Universidades Privadas tradicionales.

## Integrantes
Las universidades integrantes de la agrupación son las siguientes:
- Pontificia Universidad Católica de Chile
- Pontificia Universidad Católica de Valparaíso
- Universidad de Concepción
- Universidad Técnica Federico Santa María
- Universidad Austral de Chile
- Universidad Católica del Norte
- Universidad Católica del Maule
- Universidad Católica de la Santísima Concepción
- Universidad Católica de Temuco

Estas nueve universidades forman parte del Consejo de Rectores de las Universidades Chilenas, reciben aportes del estado de Chile y se encuentran acreditadas institucionalmente por la Comisión Nacional de Acreditación.

## Objetivos
Esta Corporación tiene como propósito dar continuidad al trabajo iniciado en la Red Universitaria Cruz del Sur, ampliando el número de instituciones que la integran. Entre sus objetivos se destacan el impulso a la innovación curricular, el desarrollo sus universidades miembros, el potenciamiento de la investigación universitaria, la participación en las políticas públicas educacionales del país, la acreditación universitaria, la fiscalización del sistema de educación superior, además del apoyo y financiamiento de las universidades chilenas de bien público.
Las instituciones que integran el G9 reúnen al 40% de los alumnos del Consejo de Rectores, alrededor de unos 80 mil estudiantes.

## Dirección
La Red G9 se encuentra dirigida por un Directorio, conformado por los Rectores de las Universidades y, por una Dirección Ejecutiva.
| Nombre               | Rectorado | Inicio periodo          |
| -------------------- | --------- | ----------------------- |
| Ignacio Sánchez Díaz | PUC       | 12 de noviembre de 2011 |
| Sergio Lavanchy      | UdeC      | 1 de marzo de 2015      |